# 同沉积断层
同沉积断层，又称生长断层，主要发育于沉积盆地边缘（最主要是在拉伸断陷盆地边缘），主要发育于中、新生代，这可能与中、新生代断陷盆地的广泛发育有关。同沉积断层与成油盆地的形成与演化，以及逆牵引背形与储油构造有密切关系。

## 同沉积盆地特点
- 同沉积盆地一般为走向正断层（走向断层：断层走向与褶皱轴向平行的断层，又称纵断层），在剖面上常常表现为上陡下缓的凹面向上的勺状。
- 上盘地层明显增厚，这是同沉积断层最基本的特征和识别标志。
- 断距随深度增大，地层时代越老，断距越大，这是因为断距是长时期积累的结果。
- 常在上盘发育逆牵引构造。